# Sijbrand de Jong
Sijbrand Jan de Jong (Amsterdam, 28 mei 1963) is een Nederlands hoogleraar experimentele natuurkunde verbonden aan de Radboud Universiteit Nijmegen.

## Carrière
De Jong studeerde natuurkunde, in het bijzonder experimentele deeltjesfysica (hoge energie fysica), aan de Universiteit van Amsterdam. In 1990 promoveerde hij aan dezelfde universiteit op het proefschrift The ZEUS second level calorimeter trigger: physics simulation design and implemantation. In 1998 is hij aangesteld als hoogleraar experimentele natuurkunde aan de Radboud Universiteit. Van 2001 tot was hij lid van het bestuur van de stichting voor Fundamenteel Onderzoek der Materie (FOM). In 2005 werd hij de eerste directeur van het Nijmeegse Onderzoekinstituut voor Wiskunde, Sterrenkunde en Deeltjes Fysica (IMAPP), hetgeen hij tot 2011 bleef. In december 2021 werd hij decaan van de Faculteit der Natuurwetenschappen, Wiskunde en Informatica van de Radboud Universiteit, waar hij Lutgarde Buydens opvolgde.

## Erkenning
In 2009 won een team onder leiding van De Jong de Academische Jaarprijs voor een (plan voor een) evenement Cosmic Sensation. Ten grondslag aan de winnende inzending lag een artikel waarvan hij mede-auteur is in het tijdschrift Science over subatomaire deeltjes die vanuit het heelal inslaan op de aarde (kosmische straling). Dankzij de prijs kon het muzikale project in 2010 daadwerkelijk worden uitgevoerd in een speciaal opgebouwde koepel in het Park Brakkenstein.
In 2009 werd hij verkozen tot Nijmegenaar van het jaar.
Ter gelegenheid van de Nederlandse Koningsdag in april 2015 werd hij benoemd tot Ridder in de Orde van de Nederlandse Leeuw.
Op 18 september 2015 werd De Jong gekozen tot voorzitter van de Raad van het Europees laboratorium voor deeltjesfysica (CERN) in Genève; deze benoeming gaat per 1 januari 2016 in en geldt voor een jaar, met mogelijkheid tot verlenging.